# Guglielmo Reggiani
Guglielmo Reggiani (Gazzo Veronese, 20 settembre 1881 – Mantova, 26 novembre 1968) è stato un allenatore di calcio e dirigente sportivo italiano.

## Carriera

### Dirigente
Di professione venditore ambulante di burro e formaggio, insieme ad Ardiccio Modena fondò nel 1906 il Mantua Football Club, prima società calcistica della città virgiliana; successivamente la società fu sciolta dopo un anno, e nel 1911 Reggiani fece fondere il Gruppo del Calcio con la Vis et Virtus che Modena aveva autonomamente fondato dando origine all'Associazione Mantovana del Calcio, antenata dell'attuale Mantova. Reggiani fu poi presidente del sodalizio mantovano fino al 1914.

### Allenatore
Nella stagione 1914-1915 allenò l'Associazione Mantovana del Calcio; successivamente ha allenato il Mantova dal 1920 fino al termine della stagione 1922-1923 in Prima Divisione (la massima serie dell'epoca), nella stagione 1924-1925, nella stagione 1925-1926, nella stagione 1927-1928 in Prima Divisione (seconda serie dell'epoca), nella stagione 1932-1933 ancora in Prima Divisione (nel frattempo declassata a terzo livello del calcio italiano) ed in Serie C nelle stagioni 1942-1943 e 1948-1949, nella quale è subentrato a Giovanni Busani per poi essere sostituito prima della fine del campionato da Ennio Vaini. Ha guidato i lombardi anche nella stagione 1947-1948, giocata in Serie B e conclusa con una retrocessione in terza serie a causa di una riforma dei campionati. Nella stagione 1948-1949 ha allenato in coppia con Ennio Vaini per 25 partite nel campionato di Serie C. Oltre al Mantova ha allenato anche i modenesi del Carpi, che ha guidato nella parte finale della stagione 1930-1931 in Prima Divisione e sempre nella stessa categoria dal 1931 al 1934.